# Erich Büttner
Erich Büttner (født 7. oktober 1889 i Berlin; død 12. september 1936 i Freiburg im Breisgau) var en tysk ekspressionistisk maler.
Büttner studerede maleri, grafik og bogillustration ved 'Schule des Museums für angewandte Kunst' i Berlin. 1908 sluttede han sig til Berliner Sezession og deltog i deres udstillinger. Büttner malede genrescener og bybilleder i Berlin og i 1920'erne portrætter af kunstnervenner som Lovis Corinth, George Grosz og Heinrich Zille. Han var medlem af 'Deutschen Künstlerbundes', og han sættes i forbindelse med bevægelsen Neue Sachlichkeit.
| - Portrætter - Selvportræt, 1911 - Franz Werfel, 1915 - Arno Holz, 1916 - Martin Buber, 1916 - Digteren Margot Berliner, 1920'erne - Selvportræt, ca. 1921 - Max Herrmann-Neiße (de), 1921 - Heinrich Zille, 1923 - Selvportræt, 1924 - George Grosz, 1931 |

| - Scener fra Berlin - "Die Englische Straße", 1925 - Gadescene i Berlin-Schöneberg, 1929 |

| - Andre værker af Erich Büttner - Albert Einstein portræt 1917 - 'Albert Einstein' tegning 1917 - Fränze Roloff(de), 1920 - Partnerdrab, Gattenmord. Farvelitografi, 1920 - Møde i Berliner Sezession, 1921 - Paradishaven, Paradiesgarten, 1922 - I zoologisk have, nær Löwenbrücke i Berlin, 1928 - Legende, 1929 (I Jugend Nr. 52/1929) - En hvil ved kilden, u.å. |